# COVI-VAC
COVI-VAC（代號：CDX-005）是由Codagenix, Inc.開發的嚴重特殊傳染性肺炎疫苗。它是一種鼻腔給藥的減毒活疫苗，只需要一劑。目前正在進行第一階段臨床試驗，48名參與者，試驗時間為2020年12月至2021年6月。

## 同类疫苗
- DelNS1-2019-nCoV-RBD-OPT